# Эцери (Цаленджихский муниципалитет)
Эцери (груз. ეწერი) — село в Грузии, на территории Цаленджихского муниципалитета края (мхаре) Самегрело-Верхняя Сванетия.

## География
Село находится в западной части Грузии, на левом берегу реки Большая Чхоуши, на расстоянии приблизительно 4 километров (по прямой) к северо-западу от города Цаленджиха, административного центра муниципалитета. Абсолютная высота — 356 метров над уровнем моря.

## Население
По результатам официальной переписи населения 2014 года, в Эцери проживало 386 человек (195 мужчин и 191 женщина). В национальной структуре населения грузины составляли 99,7 %, русские — 0,3 %.
| Год  | Население, человек |
| ---- | ------------------ |
| 2002 | 1064               |
| 2014 | ↘ 386              |